# LBQS 0302-0019
LBQS 0302-0019 précédemment nommé SDSS J030449.85-000813.4 est un quasar ou un potentiel objet Bl Lacertae radio-silencieux et radio-variable de la constellation de la Baleine qui se situe à environ 5.3 milliards d'années-lumière,,.

## Découverte
LBQS 0302 a été découvert par le Karl G. Jansky Very Large Array lors d'une étude du ciel profond dans le domaine des ondes radio de fréquence 8.4 GHz.

## Caractéristiques
L'étude du VLA a montré une variabilité de la fréquence radio de LBQS 0302, qui serait due, selon l'équipe du VLA, au fait qu'un deuxième objet croiserait ses jets avec ceux de LBQS 0302.
Grâce à une étude du NRAO, l'hypothèse que LBQS 0302-0019 serait un objet Bl Lacertae a été validée, la masse du premier objet (LBQS 0302) serait de 2,4 milliards de masses solaires, la masse du deuxième objet n'a pas pu être mesurée,,,.